# الاتحاد الوطني الديمقراطي والتقدمي
الاتحاد الوطني الديمقراطي والتقدمي (بالإنجليزية: National Union for Democracy and Progress)‏ هو حزب سياسي كاميروني، أسس في 9 فبراير 1991م.

## أعضاء بارزون
- كود سباركل
- تحديث القائمة

- بيلو بوبا مايجاري
- Hamadou Moustapha